# Grandrieux
Grandrieux település Franciaországban, Aisne megyében. Lakosainak száma 80 fő (2022. január 1.). Grandrieux Parfondeval, Résigny, Rouvroy-sur-Serre és Rocquigny községekkel határos.

## Népesség
A település népességének változása:
| Lakosok száma | 137  | 121  | 102  | 90   | 91   | 92   | 83   | 80   | 79   | 80   |
|               | 1968 | 1982 | 1990 | 2006 | 2013 | 2015 | 2017 | 2019 | 2020 | 2022 |